# Ierland op het Eurovisiesongfestival 1981
Ierland nam deel aan het Eurovisiesongfestival 1981 in Dublin, Ierland.
Het was de 16de deelname van Ierland aan het festival.
De nationale omroep RTE was verantwoordelijk voor de bijdrage van Ierland voor 1981.

## Selectieprocedure
De Ierse Nationale finale werd gehouden op 1 maart 1981 en werd uitgezonden door de RTÉ. Het vond plaats in Dublin en gepresenteerd door Mike Murphy.
Acht acts deden mee in de finale en de winnaar werd gekozen door 10 regionale jury's.

| Volgorde | Lied                             | Artiest                    | Punten | Plaats |
| -------- | -------------------------------- | -------------------------- | ------ | ------ |
| 1        | "Not Tonight Josephine"          | Tara                       | 1      | 7de    |
| 2        | "The One in My Life"             | Nicola Kerr                | 14     | =5de   |
| 3        | "Horoscopes"                     | Sheeba                     | 21     | 1ste   |
| 4        | "Can't Be Without You"           | Tony Kenny                 | 16     | =3de   |
| 5        | "Share My Love"                  | Helen Jordan               | 14     | =5de   |
| 6        | "Where Does That Love Come From" | The Duskey Sisters         | 16     | =3de   |
| 7        | "Don't Walk Away"                | Sylvia McFadden            | 0      | 8ste   |
| 8        | "My Pet Parrot"                  | Karen Black and The Nevada | 18     | 2de    |

## In Dublin
In Dublin moest Ierland aantreden als 12de voor Noorwegen en na Nederland.
Op het einde van de puntentelling bleek dat Ierland 5de was geworden met een totaal van 105 punten.
Met ontving 2 keer het maximum van de punten.
Nederland en België gaven respectievelijk 10 en 1 punten.

### Gekregen punten

#### Finale
| 12 punten              | 10 punten                                      | 8 punten  | 7 punten              | 6 punten                |
| ---------------------- | ---------------------------------------------- | --------- | --------------------- | ----------------------- |
| - Cyprus - Denemarken  | - Griekenland - Israël - Luxemburg - Nederland |           | - Oostenrijk - Zweden | - Duitsland - Frankrijk |
| 5 punten               | 4 punten                                       | 3 punten  | 2 punten              | 1 punt                  |
| - Joegoslavië - Spanje |                                                | - Turkije |                       | - België - Zwitserland  |

### Punten gegeven door Ierland

#### Finale
Punten gegeven in de finale:
| 12 punten | Zwitserland         |
| 10 punten | Verenigd Koninkrijk |
| 8 punten  | Cyprus              |
| 7 punten  | Israël              |
| 6 punten  | Duitsland           |
| 5 punten  | Finland             |
| 4 punten  | Frankrijk           |
| 3 punten  | Spanje              |
| 2 punten  | Joegoslavië         |
| 1 punt    | Griekenland         |

1965 · 1966 · 1967 · 1968 · 1969 · 1970 · 1971 · 1972 · 1973 · 1974 · 1975 · 1976 · 1977 · 1978 · 1979 · 1980 · 1981 · 1982 · 1983 · 1984 · 1985 · 1986 · 1987 · 1988 · 1989 · 1990 · 1991 · 1992 · 1993 · 1994 · 1995 · 1996 · 1997 · 1998 · 1999 · 2000 · 2001 · 2002 · 2003 · 2004 · 2005 · 2006 · 2007 · 2008 · 2009 · 2010 · 2011 · 2012 · 2013 · 2014 · 2015 · 2016 · 2017 · 2018 · 2019 · 2020 · 2021 · 2022 · 2023 · 2024 · 2025